# WTA Tour Championships 2005 - Doppio
Il doppio del WTA Tour Championships 2005 è stato un torneo di tennis facente parte del WTA Tour 2005.
Nadia Petrova e Meghann Shaughnessy erano le detentrici del titolo, ma quest'anno non si sono qualificate.
Lisa Raymond e Samantha Stosur hanno battuto in finale Cara Black e Rennae Stubbs con il punteggio di 6(5)–7, 7–5, 6–4

## Teste di serie
1. Cara Black /  Rennae Stubbs (finale)
2. Lisa Raymond /  Samantha Stosur (campionesse)

## Tabellone

### Legenda
| - Q = Qualificato - WC = Wild card - LL = Lucky loser | - ALT = Alternate - SE = Special Exempt - PR = Protected Ranking | - w/o = Walkover - r = Ritirato - d = Squalificato |